# Bernardo II di Besalú
Bernardo, Bernard in francese, Bernat in catalano, Bernardo in spagnolo, in portoghese e in galiziano, Bernardus in latino (1030 circa – 1100 circa), fu Conte di Besalú, dal 1066 alla sua morte.

## Origine
Bernardo, secondo il Gesta Comitum Barchinonensium, era il figlio maschio secondogenito del Conte di Besalú, Guglielmo I e, come ci viene confermato dal documento n° 237 della Histoire générale de Languedoc avec des notes et les pièces justificatives, tome V di Adelaide (o Gerberga) di Provenza († dopo il 1036), di cui non si conoscono gli ascendenti. 

Guglielmo I di Besalú, secondo il Gesta Comitum Barchinonensium, era il figlio maschio primogenito del Conte di Besalú, Bernardo I e della moglie, Toda di Provenza, che secondo le Europäische Stammtafeln, volume II, tavola 187 (non consultato), era figlia del conte d'Avignone, conte di Provenza e marchese di Provenza, Guglielmo I e della prima moglie, Arsenda di Comminges; seconda altri invece era figlia del duca di Guascogna, Guglielmo Sánchez e di Urraca di Pamplona.

## Biografia
Bernardo viene citato per la prima volta in un documento, nel 1029, quando il padre, Guglielmo I confermò alcuni privilegi al monastero San Pietro di Besalù, come da documento nº 96 del Diplomatari i escrits literaris de l'abat i bisbe Oliba (non consultato).
Secondo il documento n° MMCLXXXIII della Colección diplomática del Condado de Besalú, Tome XV, datato 1033, suo padre, Guglielmo I (Guillelmus Dei gratia comes resideret in castro Bisulduno), rinunciò alla proprieta di un monastero, col consenso di Bernardo (Bernardus filius de supradicti comitis).
Nel 1036, Bernardo assieme a suo padre, Guglielmo I e a sua madre, Adelaide (Willelmus gratia Dei Comes simul cum coniuge mea Azaleiz et filio meo Bernardo), risolse una disputa all'interno del monastero di Santa Maria Arulas, come riporta il documento n° CCXVII della Marca Hispanica sive Limes Hispanicus.
Secondo il Chronicon alterum Rivipullense, suo padre, Guglielmo I, morì nel 1052 (1052. obiit Guillelmus comes Bisull.); il Gesta Comitum Barchinonensium riporta che Guglielmo detto il Grosso morì nel 1052, fu inumato assieme alle spoglie del padre, nel monastero di Santa Maria di Ripoll e che gli succedettero entrambi i figli; suo fratello Guglielmo gli succedette nel titolo, mentre Bernardo collaborava nel governo della contea; infatti suo fratello, Guglielmo nel documento n° 237 della Histoire générale de Languedoc avec des notes et les pièces justificatives, tome V, viene citato col titolo di conte (Guilielmus comes filius Adalaiz).
Suo fratello, Guglielmo II, aveva un carattere irritabile e intransigente, che gli fecero guadagnare il soprannome il Tuono, ed avere rapporti conflittuali coi suoi feudatari che, verso il 1066, col consenso di Bernardo, lo assassinarono.

Bernardo succedendogli come Bernardo II, rimase solo a governare la contea, sino al 1085, quando associo al governo il nipote, Bernardo III.

Nel 1070, Bernardo viene citato col titolo di conte in due documenti:
- nel nº 292 della Histoire générale de Languedoc avec des notes et les pièces justificatives, tome V (Bernardus, gratia Dei Bisuldinensium comes),[18] e
- nel nº 819 del Cartulaire de l'abbaye de Saint-Victor de Marseille. Tome 2 (Bernardus, gratia Dei comes Bisuldunensis).[19]

Nel 1074, secondo il documento nº CCLXXXIII della Marca Hispanica sive Limes Hispanicus, Bernardo (Bernardus gratia Dei comes) fece una donazione in suffragio delle anime del padre (pater meus Willelmus comes bonæ memoriæ) e del fratello (fratris mei Willelmi).
In quel periodo a Girona era stato convocato un concilio, a cui parteciparono i legati pontifici di Papa Gregorio VII, per la riforma della chiesa, combattendo quelle che riteneva le grandi problematiche che la affliggevano, vale a dire la diffusa abitudine del clero di sposarsi o praticare il concubinaggio ("nicolaismo") e la compravendita delle cariche religiose ("simonia"); la discussione degenerò ed i legati pontifici furono cacciati e si rifugiarono nella contea di Besalù, accolti con grandi onori da Bernardo II, il concilio si concluse con l'espulsione degli abati simoniaci e con l'allineamento di vari monasteri alla riforma cluniacense.

Nel 1077, Bernardo II divenne feudatario della Santa Sede.
Nel 1078, secondo il documento nº CCXC della Marca Hispanica sive Limes Hispanicus, Bernardo, assieme alla moglie, Ermengarda (Bernardus comes Bisullunensis et conjux mea comitissa Ermeniardis) ristrutturò il monastero di Banyoles (monasterium Balneolas), con la promessa di donazioni, alla nascita di un figlio o una figlia, che gli sarebbero succeduti (si Deo annuente habuero filium vel filiam qui meum honorem teneant).

Secondo il documento nº 5 del cartulaire dell'abbazia di Saint Rufus di Valence (non consultato) nel 1084, Bernardo fece una donazione all'abbazia in oggetto, controfirmato dal figlio (a filio mei).
Nel 1080, Bernardo, fece due donazioni all'Abbazia di San Vittore (Marsiglia), come confermano i documenti nº 820 e nº  821.
Nel 1095, Bernardo viene citato ancora nel documento n° CCCXII della Marca Hispanica sive Limes Hispanicus, Bernardo (Bernardus gratia Dei Bisuldunensis comes) inerente a una donazione in suffragio delle anime del padre (genitoris mei Guillermi comitis) e del fratello (fratris mei Guillermi comitis).
Bernardo II morì verso il 1100, senza discendenza, e gli succedette il nipote, Bernardo III, che già lo affiancava nel governo della contea.

## Matrimonio e discendenza
Prima del 1078, Bernardo II aveva sposato Ermengarda di Empuries, figlia del conte Ponzio I di Empúries e della moglie, Adelaide di Besalù, come risulta dal documento n° CCXL del Marca Hispanica sive Limes Hispanicus; il matrimonio di Bernardo II ed Ermengarda viene confermato dal documento n° CCLXXXIII della Marca Hispanica sive Limes Hispanicus.

Bernardo da Ermengarda ebbe un figlio di cui non si conosce il nome e che gli premorì, come risulta dal documento n° 5 del cartulaire dell'abbazia di Saint Rufus di Valence (non consultato).

### Fonti primarie
- (LA)  Viage literario a las iglesias de España. Tomo 5.
- (LA)  Rerum Gallicarum et Francicarum Scriptores, Tomus XI.
- (LA)  Colección diplomática del Condado de Besalú, tomus XV.
- (LA)  España sagrada . Tomo XLIII. De la santa iglesia de Gerona.
- (LA)  Marca Hispanica sive Limes Hispanicus.
- (LA)  Histoire générale de Languedoc avec des notes et les pièces justificatives, tome V.
- (LA)  Diplomatari i escrits literaris de l'abat i bisbe Oliba.
- (LA)  Collection des cartulaires de France ; 8-9. Cartulaire de l'abbaye de Saint-Victor de Marseille. Tome 2.

### Letteratura storiografica
- (ES)  Bofarull i Mascaró, Los condes de Barcelona vindicados, Tome I.